# 田村せいき
田村 せいき （たむら せいき）は、日本の男性アニメーション美術監督。アニメ工房婆娑羅所属。
以前は「田村 盛揮」名義であにまる屋(現・エクラアニマル)で活動していた。

## 参加作品

### テレビアニメ
1993年
- 海がきこえる

2002年
- プリンセスチュチュ

2004年
- 絢爛舞踏祭 ザ・マーズ・デイブレイク

2006年
- 涼宮ハルヒの憂鬱（第1期）（美術監督）

2007年
- 精霊の守り人（美術設定）
- ミヨリの森
- らき☆すた（美術監督）

2008年
- ペルソナ 〜トリニティ・ソウル〜（美術設定）
- ミチコとハッチン（美術監督）

2009年
- 空を見上げる少女の瞳に映る世界（美術監督・美術ボード）
- 涼宮ハルヒの憂鬱（第2期）（美術監督）
- けいおん!（美術監督）

2010年
- けいおん!!（美術監督）

2012年
- ギルティクラウン
- LUPIN the Third -峰不二子という女-（美術監督）

2013年
- 爆獣合神ジグルハゼル（美術監督）

2014年
- 暁のヨナ（美術設定）

2015年
- おそ松さん（美術監督）
- ルパン三世 PART IV
- ローリング☆ガールズ（美術設定）

2016年
- 3月のライオン（美術監督）
- ユーリ!!! on ICE（美術設定）

2017年
- エルドライブ【ēlDLIVE】（美術監督）
- 魔法陣グルグル（美術設定、OP背景）
- おそ松さん（第2期、美術監督）

2019年
- けだまのゴンじろー（美術監督）

2020年
- 恋とプロデューサー〜EVOL×LOVE〜（美術設定）
- おそ松さん（第3期、美術監督）

2021年
- 平穏世代の韋駄天達（美術監督）

### 劇場アニメ
1988年
- 火垂るの墓（背景）

1989年
- それいけ!アンパンマン キラキラ星の涙（背景）

1991年
- ガンバとカワウソの冒険（美術監督）

1992年
- 地球を救え!なかまたち ちびねこトムの大冒険 ※劇場未公開

1993年
- 機動警察パトレイバー 2 the Movie

1994年
- 平成狸合戦ぽんぽこ

1995年
- はじまりの冒険者たち レジェンド・オブ・クリスタニア
- 耳をすませば

1997年
- もののけ姫（背景）

1999年
- 金田一少年の事件簿2・殺戮のディープブルー（美術ボード）

2000年
- デジモンアドベンチャー ぼくらのウォーゲーム!（美術監督）

2001年
- ジャンゴのダンスカーニバル（美術監督）
- メトロポリス

2002年
- ギブリーズ episode2

2004年
- マインド・ゲーム（背景）

2006年
- 時をかける少女

2009年
- 天上人とアクト人最後の戦い（美術ボード）

2010年
- 涼宮ハルヒの消失（美術監督）

2011年
- 映画けいおん!（美術監督）

2012年
- 虹色ほたる 〜永遠の夏休み〜（美術監督・色彩設計）

2013年
- 劇場版 HUNTER×HUNTER 緋色の幻影（背景）

2014年
- LUPIN THE IIIRD 次元大介の墓標（美術監督）
- THE LAST -NARUTO THE MOVIE-（美術）

2017年
- 虐殺器官（美術監督）
- LUPIN THE IIIRD 血煙の石川五ェ門（美術監督）

2019年
- えいがのおそ松さん（美術監督）

2020年
- 人体のサバイバル!（美術監督）

2022年
- 映画おしりたんてい 夢のジャンボスイートポテトまつり（美術監督）
- おそ松さん〜ヒピポ族と輝く果実〜（美術監督）

2023年
- おそ松さん〜魂のたこ焼きパーティーと伝説のお泊り会〜（美術監督）

### OVA
1989年
- アッセンブル・インサート
- 聖獣機サイガード -CYBERNETICS・GUARDIAN-（美術監督）

1998年
- 教科書にないッ!（美術監督）

2003年
- アニマトリックス キッズ・ストーリー
- アニマトリックス ビヨンド
- MUNTO（美術監督）

2005年
- MUNTO 時の壁を越えて（美術監督）
- 鴉 -KARAS-（#5・6美術監督）

2007年
- TAMALA'S WILD PARTY（美術監督）

2008年
- らき☆すたOVA（オリジナルなビジュアルとアニメーション）（美術監督）

### Webアニメ
2005年
- The King of Fighters: Another Day（美術設定）

### CD
2007年
- もってけ!セーラーふく（ジャケット背景）
- TVアニメ『らき☆すた』エンディングテーマ集 〜ある日のカラオケボックス〜（ジャケット背景）

2010年
- 優しい忘却（ジャケット背景）